# Centrale nationale d'alarme

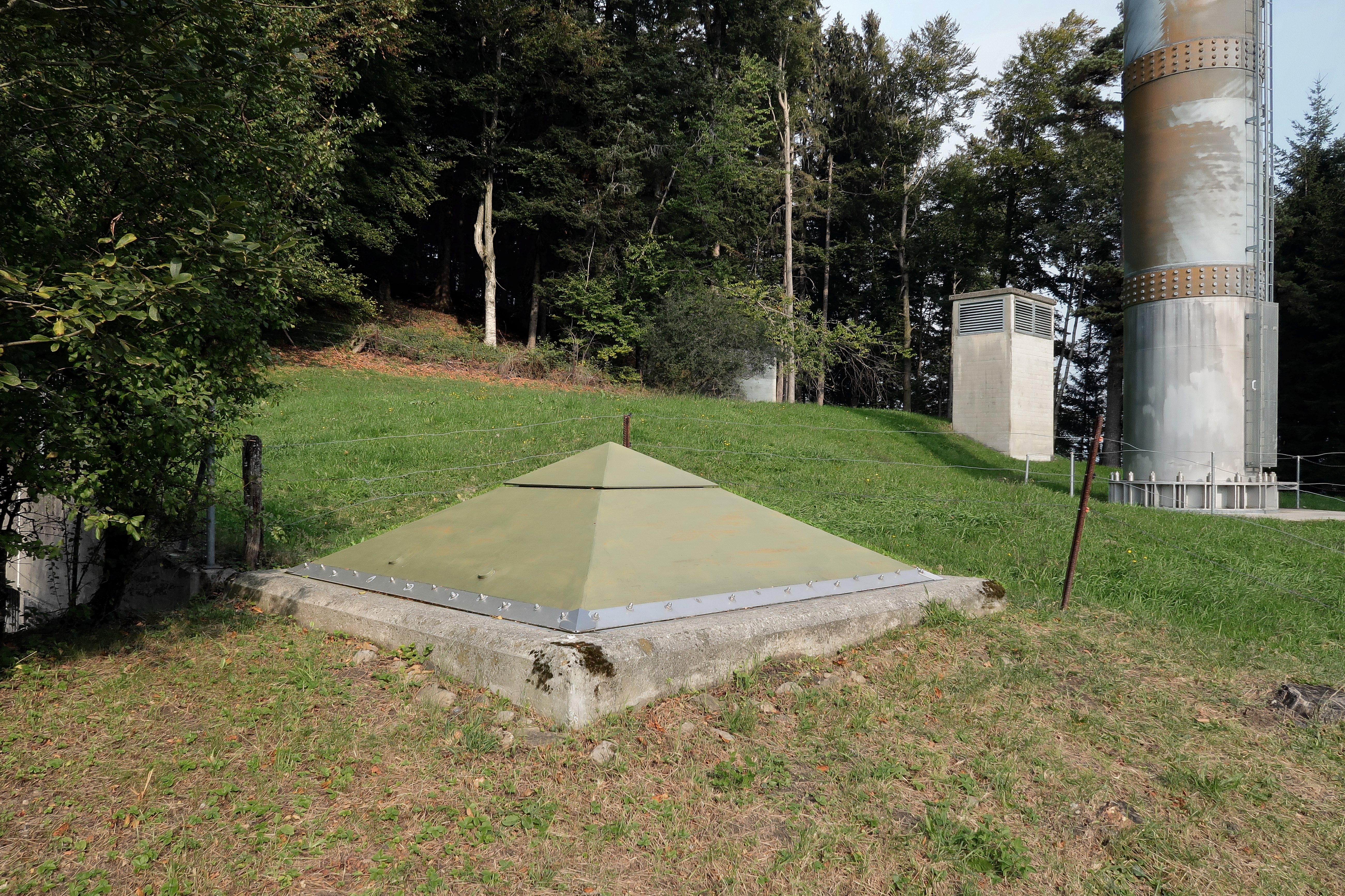
Système d'antenne pyramidale rétractable du système IPCC pour l'alarme des populations

La Centrale nationale d'alarme (CENAL, en allemand Nationale Alarmzentrale (NAZ), en italien Centrale nazionale d'allarme) est un organe de la Confédération suisse rattaché à l'Office fédéral de la protection de la population et spécialisé dans la gestion d'événements extraordinaires.

## Système IPCC
Le système IPCC permet d'alerter les populations en cas de guerre, y compris dans les abris jusqu'au 2e sous-sol. Ce système est distinct de  Polycom (transmission) et de Polyalert.